# Sonja A. Sackmann
Sonja Anita Sackmann (* 11. April 1955 in Schwarzenberg) ist eine deutsche Organisationspsychologin und Professorin an der Universität der Bundeswehr München. Sie forscht und lehrt insbesondere in den Bereichen Führung, Unternehmenskultur, Organisationsentwicklung und interkulturelles Management.

## Leben
Sackmann studierte von 1974 bis 1980 Psychologie und Soziologie in Marburg, Heidelberg und an der California State University, Northridge. Anschließend forschte sie in Umweltpsychologie am Graduate Center der City University of New York und absolvierte ein Aufbaustudium in Management an der University of California, Los Angeles, das sie 1985 mit einem Ph.D. in Management abschloss.
Im Anschluss übte sie Lehrtätigkeiten unter anderem an der Graduate School of Management UCLA, St. Gallen, an der Wirtschaftsuniversität Wien sowie in Shanghai aus. Sie war Partner und Managing Partner am Management Zentrum St. Gallen. Von 1991 bis 1992 übte sie eine Lehrstuhlvertretung an der Universität Konstanz aus. Seit 1993 ist sie Professorin für Arbeits- und Organisationspsychologie in der Fakultät für Wirtschafts- und Organisationswissenschaften der Universität der Bundeswehr München.
Sonja Sackmann ist Mitglied in verschiedenen Expertenkommissionen (u. a. BMBF) und Editorial Boards und arbeitete als Gutachterin und Herausgeberin für verschiedene wissenschaftliche Fachzeitschriften.

## Schriften (Auswahl)
- Unternehmenskultur. Analysieren – Entwickeln – Verändern. Mit Checklisten, Fragebogen und Fallstudien. Luchterhand, Neuwied u. a. 2002, ISBN 3-472-05049-7.
- Erfolgsfaktor Unternehmenskultur. Mit kulturbewusstem Management Unternehmensziele erreichen und Identifikation schaffen. 6 Best-practice-Beispiele. Gabler, Wiesbaden 2004, ISBN 3-409-14322-X.
- (Hrsg.): Mensch und Ökonomie. Wie sich Unternehmen das Innovationspotenzial dieses Wertespagats erschließen.  Gabler, Wiesbaden 2008, ISBN 978-3-8349-0683-0. (Festschrift für Rainer Marr)